# Nowhere Boy
Nowhere Boy är en brittisk dramafilm från 2009 i regi av Sam Taylor-Wood. Filmen skildrar John Lennons uppväxt i Liverpool, hur han startade the Quarrymen och mötte Paul McCartney som han så småningom startade the Beatles med.
Filmen premiärvisades vid London Film Festival i oktober 2009, gick upp på biografer i England den 25 december samma år och i Sverige den 26 mars 2010.

## Handling
Året är 1956. I ett grått Liverpool bor en pojke med sin morbror George och moster Mimi. Pojken heter John Lennon, är 16 år och gillar tjejer, cigaretter, musik och att skippa skolan. När ett tragiskt dödsfall plötsligt inträffar väcks frågor till liv. Från att inte ha haft någon kontakt alls med sin biologiska mor Julia, söker han nu upp henne för svar. Finns det plats för honom i hennes liv? Varför blev han bortlämnad? Var finns hans far?
Samtidigt utvecklas musikintresset. Lennon och hans skolkamrater startar the Quarrymen och när Paul McCartney ansluter till bandet börjar det faktiskt likna något.

## Rollista
- Aaron Johnson – John Lennon
- Thomas Sangster – Paul McCartney
- Kristin Scott Thomas – Mimi Smith
- David Threlfall – George Toogood Smith
- Josh Bolt – Pete Shotton
- Ophelia Lovibond – Maria Kennedy
- James Michael Johnson – Stan Parkes
- Anne-Marie Duff – Julia Lennon
- Angelica Jopling – Julia Baird som ung
- David Morrissey – Bobby Dykins
- Andrew Buchan – Michael Fishwick
- James Jack Bentham – Rod Davis
- Jack McElhone – Eric Griffiths
- Sam Bell  – George Harrison
- Christian Bird – Jimmy Tarbuck
- Colin Tierney – Alfred Lennon

## Reaktioner och kritik
Yoko Ono ska ha blivit så berörd av filmen och Aaron Johnsons gestaltande av John Lennon att hon skickade ett brev till skådespelaren och gav honom sin välsignelse. Hon gav även filmteamet tillåtelse att använda Lennons sång Mother i filmen.
Kritikerna är oeniga om filmen. Enligt Aftonbladet är filmen välspelad och gripande och ger en övertygande bild av John Lennon. 
Negativ kritik som riktats mot filmen är bland annat att John Lennon framstår som omusikalisk och har en alltför vanlig röst. 
Kerstin Gezelius hävdar att man kan bli besviken om man förväntar sig en visuell förförelse och medryckande musik . 
Maria Domellöf-Wik från Göteborgsposten menar att filmen aldrig blir riktigt djärv, rå eller utmanande och att den saknar humor och galenskap. Taylor Woods kunde ha vågat mer med tanke på sin konstnärliga bakgrund.

## Soundtrack
Filmens soundtrack släpptes den 14 december 2009. Det består av 33 sånger, huvudsakligen rock’n’roll och skiffle, från samtida artister som Jerry Lee Lewis, Elvis Presley och Chuck Berry, och även filmens skådespelare Aaron Johnson och the Nowhere Boys.

### Låtlista
CD 1
1. Jerry Lee Lewis - Wild One
2. Dickie Valentine - Mr Sandman
3. Jackie Brenston and His Delta Cats - Rocket 88
4. Elvis Presley - Shake, Rattle & Roll
5. Wanda Jackson - Hard Headed Woman
6. Screamin' Jay Hawkins - I Put A Spell On You
7. The Nowhere Boys - Maggie May
8. The Nowhere Boys - That'll Be The Day
9. Eddie Bond and The Stompers - Rockin' Daddy
10. Eddie Cochran - Twenty Flight Rock
11. The Nowhere Boys - That's Alright Mamma
12. The Nowhere Boys - Raunchy
13. The Nowhere Boys - Movin' and Groovin'
14. Big Mama Thornton - Hound Dog
15. Gene Vincent And The Blue Caps - Be-Bop-A-Lula
16. Aaron Johnson - Hello Little Girl
17. The Nowhere Boys -In Spite Of All The Danger
18. John Lennon - Mother

CD2
1. Chuck Berry - Roll Over Beethoven
2. Bill Haley and His Comets - Rock Around The Clock
3. Little Richard - Rip It Up
4. Elvis Presley - Baby, Let's Play House
5. Buddy Holly - Peggy Sue
6. Buddy Knox - Party Doll
7. Bobby Fuller Four - I Fought The Law
8. Vince Taylor and His Playboys - Brand New Cadillac
9. Dale Hawkins - Susie-Q
10. Shirley & Lee - Let The Good Times Roll
11. Barrett Strong - Money (That's What I Want)
12. Fats Domino - Ain't That A Shame
13. Lloyd Price - Stagger Lee
14. Frankie Vaughan - These Dangerous Years
15. The Del-Vikings - Come Go With Me

## Kuriosa
Filmens regissör Sam Taylor-Wood och huvudrollsinnehavaren Aaron Johnson blev ett par under inspelningen av filmen. De är nu gifta och har fått två barn tillsammans.